# Nu är jag frälst från synd
Nu är jag frälst från synd är en psalmtext som anknyter till Romarbrevet 8:1. Texten har sju 4-radiga verser.

## Publicerad i
- Det glada budskapet 1885, nr 5 med titeln "Så är nu ingen fördömelse för dem, som äro i Kristus Jesus".
- Sions Sånger 1951 nr 138.
- Sions Sånger 1981 nr 74 under rubriken "Nådekallelsen".
- Sions Sånger och Psalmer nr 57